# Rzy
Rzy (prononciation : [rzɨ]) est un village polonais de la gmina de Sochocin dans le powiat de Płońsk de la voïvodie de Mazovie dans le centre-est de la Pologne.
Il se situe à environ 7 kilomètres à l'est de Sochocin (siège de la gmina), 15 kilomètres au nord-est de Płońsk (siège du powiat) et à 62 kilomètres au nord-ouest de Varsovie (capitale de la Pologne).
Le village compte approximativement une population de 120 habitants en 2008.

## Histoire
De 1975 à 1998, le village appartenait administrativement à la voïvodie de Ciechanów.